# Elecciones estaduales de Santa Catarina de 1982
Las elecciones estatales en Santa Catarina en 1982 se realizaron el 15 de noviembre como parte de las elecciones generales en 23 estados y los territorios federales de Amapá y Roraima. Fueron elegidos gobernador Esperidião Amin, vicegobernador Víctor Fontana, senador Jorge Bornhausen; todos parte del Partido Democrático Social (PDS), 16 diputados federales y 40 diputados estaduales. Fue la primera elección directa para el gobierno del estado desde la victoria de Ivo Silveira del Partido Social Democrático (PSD) en 1965 y no todavía no estaban vigentes las dos vueltas en elecciones mayoritarias, ni las coaliciones electorales.
Debido a una polarización donde el Partido Democrático Social (PDS) y el Partido del Movimiento Democrático Brasileño (PMDB) obtuvieron más del 99% de los votos, estos partidos esperaron hasta los últimos momentos del conteo para conocer el resultado y al final el gobierno quedó en manos del abogado y administrador Esperidião Amin (PDS) quien inició su carrera política en la Alianza Renovadora Nacional (ARENA) y ocupó la alcaldía de Florianópolis por designación del gobernador Antônio Carlos Konder Reis (ARENA) y fue elegido diputado federal en 1978. El principal opositor de Esperidião Amin fue el médico y senador Jaison Barreto, que pasó por el Partido Laborista Brasileño (PTB) y el Movimiento Democrático Brasileño (MDB). Eurides Mescolotto del Partido de los Trabajadores (PT), Lígia Doutel de Andrade del Partido Democrático Laborista (PDT) y Osmar Cunha parte del Partido Laborista Brasileño (PTB) también buscaron el gobierno, siendo los dos últimos destituidos por el Acto Institucional Número Cinco de la Dictadura Militar cuando eran diputados federales.
En los demás casos, el Partido Democrático Social (PDS) eligió al exgobernador Jorge Bornhausen para el Senado Federal y se rapartio junto con el PMDB la composición de las bancadas proporcionales.
Paralelamente a la disputa estatal, se eligieron alcaldes, vicealcaldes y concejales en 198 municipios, mientras que en Florianópolis y en otros seis [nota 2] sólo se eligieron concejales, pues durante el Régimen Militar de 1964 las capitales de los estados, áreas de seguridad nacional y las instancias hidrominerales tenían sus alcaldes elegidos indirectamente, nombrados por el gobernador que también era elegido de manera indirecta.
Con la llegada de la Nueva República el 15 de marzo de 1985, el grupo victorioso en las elecciones de Santa Catarina se escindió con Esperidião Amin en el PDS y Jorge Bornhausen en el Partido del Frente Liberal (PFL). A partir de ahí, comenzó un período de dominio del Partido del Movimiento Democrático Brasileño (PMDB), victorioso en los siete municipios donde hubo elecciones para alcaldes en 1985 y en las elecciones de 1986.

## Candidatos

### Gobernador
| Gobernador              | Gobernador | Gobernador | Cargos anteriores                               | Vicegobernador              | Vicegobernador | Vicegobernador | Nª |
| Candidato               | Partido    | Partido    | Cargos anteriores                               | Candidato                   | Partido        | Partido        | Nª |
| ----------------------- | ---------- | ---------- | ----------------------------------------------- | --------------------------- | -------------- | -------------- | -- |
| Esperidião Amin         |            | PDS        | Prefecto de Florianópolis (1975-1978)           | Victor Fontana              |                | PDS            | 1  |
| Lígia Doutel de Andrade |            | PDT        | Diputada Federal por Santa Catarina (1967-1971) | Sílvio Rangel de Figueiredo |                | PDT            | 2  |
| Eurides Mescolotto      |            | PT         | Sin cargo político anterior                     | Vitório Sistherenn          |                | PT             | 3  |
| Osmar Cunha             |            | PTB        | Prefecto de Florianópolis (1954-1959)           | Ary Schubert                |                | PTB            | 4  |
| Jaison Barreto          |            | PMDB       | Senador Federal por Santa Catarina (1979-1987)  | João Linhares               |                | PMDB           | 5  |

### Senador Federal
| Senador           | Senador             | Senador | Cargos anteriores                               | Suplentes             | Suplentes | Suplentes | Nª |
| Candidato         | Partido             | Partido | Cargos anteriores                               | Candidatos            | Partido   | Partido   | Nª |
| ----------------- | ------------------- | ------- | ----------------------------------------------- | --------------------- | --------- | --------- | -- |
| Jorge Bornhausen  |                     | PDS     | Gobernador de Santa Catarina (1979-1982)        | Ivan Bonato           |           | PDS       | 10 |
| Jorge Bornhausen  | João Bittencourt    | PDS     | Gobernador de Santa Catarina (1979-1982)        |                       |           | PDS       | 10 |
| Acácio Bernardes  |                     | PDT     | -                                               | Ana Borges dos Reis   |           | PDT       | 20 |
| Acácio Bernardes  | José Ritter         | PDT     | -                                               |                       |           | PDT       | 20 |
| Valmir Martins    |                     | PT      | -                                               | Valdemiro Jochen      |           | PT        | 30 |
| Valmir Martins    | Paulo Bagatoli      | PT      | -                                               |                       |           | PT        | 30 |
| João Caznok Filho |                     | PTB     | -                                               | Aristides João Thomaz |           | PTB       | 40 |
| João Caznok Filho | Jorge Alberto Alves | PTB     | -                                               |                       |           | PTB       | 40 |
| Pedro Ivo Campos  |                     | PMDB    | Diputado Federal por Santa Catarina (1961-1964) | Paulo Macarini        |           | PMDB      | 50 |
| Pedro Ivo Campos  | Rony Zaniboni       | PMDB    | Diputado Federal por Santa Catarina (1961-1964) |                       |           | PMDB      | 50 |

## Resultados

### Gobernador
| Partido                   | Partido                   | Candidatos                | Votos     | %      |
| ------------------------- | ------------------------- | ------------------------- | --------- | ------ |
|                           | PDS                       | Esperidião Amin           | 838.150   | 49,97  |
|                           | PMDB                      | Jaison Barreto            | 825.500   | 49,21  |
|                           | PT                        | Eurides Mescolotto        | 6.803     | 0,41   |
|                           | PDT                       | Lígia Doutel de Andrade   | 4.752     | 0,27   |
|                           | PTB                       | Osmar Cunha               | 2.281     | 0,14   |
|                           |                           |                           |           |        |
| Votos válidos             | Votos válidos             | Votos válidos             | 1.677.306 | 91,57  |
| Votos en blanco           | Votos en blanco           | Votos en blanco           | 121.927   | 6,65   |
| Votos nulos               | Votos nulos               | Votos nulos               | 32.578    | 1,78   |
| Total                     | Total                     | Total                     | 1.831.811 | 100,00 |
| Registrados/Participaciòn | Registrados/Participaciòn | Registrados/Participaciòn | 2.107.512 | 87,02  |
| Fuente:                   |                           |                           |           |        |

     Electo

### Senador Federal
| Partido                   | Partido                   | Candidatos                | Votos     | %      |
| ------------------------- | ------------------------- | ------------------------- | --------- | ------ |
|                           | PDS                       | Jorge Bornhausen          | 816.386   | 49,64  |
|                           | PMDB                      | Pedro Ivo Campos          | 814.947   | 49,56  |
|                           | PT                        | Valmir Martins            | 6.719     | 0,41   |
|                           | PDT                       | Acácio Bernardes          | 4.346     | 0,26   |
|                           | PTB                       | João Caznok Filho         | 2.156     | 0,13   |
|                           |                           |                           |           |        |
| Votos válidos             | Votos válidos             | Votos válidos             | 1.664.554 | 89,78  |
| Votos en blanco           | Votos en blanco           | Votos en blanco           | 149.943   | 8,18   |
| Votos nulos               | Votos nulos               | Votos nulos               | 37.314    | 2,04   |
| Total                     | Total                     | Total                     | 1.831.811 | 100,00 |
| Registrados/Participaciòn | Registrados/Participaciòn | Registrados/Participaciòn | 2.107.512 | 87,02  |
| Fuente:                   |                           |                           |           |        |

## Diputados federales electos
Listado de candidatos electos con información adicional de la Cámara de Diputados.
| N.º | Diputados federales electos | Partido | Votos   | Ciudad de origen | Estado             |
| --- | --------------------------- | ------- | ------- | ---------------- | ------------------ |
| 540 | Luiz Henrique da Silveira   | PMDB    | 121.434 | Blumenau         | Santa Catarina     |
| 102 | Vilson Kleinübing           | PDS     | 106.388 | Montenegro       | Río Grande del Sur |
| 567 | Renato Viana                | PMDB    | 99.167  | Blumenau         | Santa Catarina     |
| 119 | Nelson Morro                | PDS     | 94.647  | Indaial          | Santa Catarina     |
| 550 | Walmor de Luca              | PMDB    | 73.853  | Criciúma         | Santa Catarina     |
| 110 | João Paganella              | PDS     | 73.242  | Esmeralda        | Río Grande del Sur |
| 515 | Casildo Maldaner            | PMDB    | 72.380  | Carazinho        | Río Grande del Sur |
| 522 | Odilon Salmoria             | PMDB    | 72.319  | Videira          | Santa Catarina     |
| 130 | Artenir Werner              | PDS     | 67.139  | Rio do Sul       | Santa Catarina     |
| 104 | Ademar Ghisi                | PDS     | 66.859  | Tubarão          | Santa Catarina     |
| 502 | Dirceu Carneiro             | PMDB    | 64.609  | Curitibanos      | Santa Catarina     |
| 108 | Epitácio Bittencourt        | PDS     | 61.896  | Imaruí           | Santa Catarina     |
| 510 | Ivo Vanderlinde             | PMDB    | 60.377  | Braço do Norte   | Santa Catarina     |
| 111 | Pedro Colin                 | PDS     | 58.738  | Porto Alegre     | Río Grande del Sur |
| 533 | Nelson Wedekin              | PMDB    | 49.933  | Mondaí           | Santa Catarina     |
| 144 | Paulo Melro                 | PDS     | 44.702  | Blumenau         | Santa Catarina     |

#### Por Partido/Federación
| Nª                        | Partido                                            | Votos     | %      | Escaños | ±           |
| ------------------------- | -------------------------------------------------- | --------- | ------ | ------- | ----------- |
| 1                         | Partido Democrático Social (PDS)                   | 823.804   | 50,43  | 8       | 1           |
| 5                         | Partido del Movimento Democrático Brasileño (PMDB) | 787.124   | 48,77  | 8       | 1           |
| 3                         | Partido de los Trabajadores (PT)                   | 6.657     | 0,41   | 0       | Nuevo       |
| 2                         | Partido Democrático Laborista (PDT)                | 4.300     | 0,26   | 0       | Nuevo       |
| 4                         | Partido Laborista Brasileño (PTB)                  | 2.174     | 0,13   | 0       | Nuevo       |
|                           |                                                    |           |        |         |             |
| Votos válidos             | Votos válidos                                      | 1.624.059 | 88,66  |         |             |
| Votos en blanco           | Votos en blanco                                    | 155.782   | 8,50   |         |             |
| Votos nulos               | Votos nulos                                        | 51.970    | 2,84   |         |             |
| Total                     | Total                                              | 1.831.811 | 100,00 | 16      | Sin cambios |
| Registrados/Participación | Registrados/Participación                          | 2.107.512 | 87,02  |         |             |

## Diputados estatales electos
En la disputa por los cuarenta escaños de la Asamblea Legislativa de Santa Catarina, el PDS superó al PMDB por veintiuno a diecinueve.
| N.º  | Diputados federales electos   | Partido | Votos  | Ciudad de origen     | Estado             |
| ---- | ----------------------------- | ------- | ------ | -------------------- | ------------------ |
| 1233 | Nagib Zattar                  | PDS     | 35.593 | Joinville            | Santa Catarina     |
| 5115 | Edison Andrino                | PMDB    | 35.502 | Florianópolis        | Santa Catarina     |
| 1177 | Cláudio Ávila                 | PDS     | 35.452 | Florianópolis        | Santa Catarina     |
| 5138 | Francisco Küster              | PMDB    | 31.753 | São Joaquim          | Santa Catarina     |
| 1255 | Francisco de Assis Filho      | PDS     | 30.339 | Florianópolis        | Santa Catarina     |
| 5225 | João Manoel de Borba Neto     | PMDB    | 29.951 | Blumenau             | Santa Catarina     |
| 5232 | Gentil Archer                 | PMDB    | 29.605 | Nova Trento          | Santa Catarina     |
| 5133 | Iraí Zílio                    | PMDB    | 27.503 | Catanduvas           | Santa Catarina     |
| 5150 | Dércio Knop                   | PMDB    | 27.083 | Palmeira das Missões | Río Grande del Sur |
| 1271 | Iván Ranzolin                 | PDS     | 26.864 | Lages                | Santa Catarina     |
| 5211 | João Norberto Coelho Neto     | PMDB    | 25.976 | Barra Velha          | Santa Catarina     |
| 1201 | Aldo Andrade                  | PDS     | 25.756 | Lages                | Santa Catarina     |
| 1212 | Ruberval Pilotto              | PDS     | 25.433 | Urussanga            | Santa Catarina     |
| 1203 | Heitor Sché                   | PDS     | 24.949 | Rio do Sul           | Santa Catarina     |
| 1223 | Pedro Bittencourt             | PDS     | 24.880 | Florianópolis        | Santa Catarina     |
| 1112 | Jarvis Gaidzinski             | PDS     | 24.404 | Criciúma             | Santa Catarina     |
| 5111 | Martinho Ghizzo               | PMDB    | 24.079 | Tubarão              | Santa Catarina     |
| 1202 | Amilcar Gazaniga              | PDS     | 23.871 | Itajaí               | Santa Catarina     |
| 5145 | Antônio Henrique Bulcão Viana | PDS     | 23.064 | Florianópolis        | Santa Catarina     |
| 5103 | Roland Dornbusch              | PMDB    | 23.301 | Jaraguá do Sul       | Santa Catarina     |
| 1205 | Neuto de Conto                | PMDB    | 23.122 | Encantado            | Río Grande del Sur |
| 1211 | Otávio Santos                 | PDS     | 22.967 | Paulo Lopes          | Santa Catarina     |
| 5112 | Jorge Silva                   | PMDB    | 22.838 | Lages                | Santa Catarina     |
| 5233 | Roberto Mota                  | PMDB    | 22.790 | Criciúma             | Santa Catarina     |
| 5119 | Cid Pedroso                   | PMDB    | 22.766 | Campos Novos         | Santa Catarina     |
| 5155 | Geovah Amarante               | PMDB    | 22.161 | São Francisco do Sul | Santa Catarina     |
| 5120 | Admir Bortolini               | PMDB    | 22.082 | Concórdia            | Santa Catarina     |
| 5106 | Stélio Boabaid                | PMDB    | 22.068 | Rosário              | Maranhão           |
| 5152 | Jair Girardi                  | PMDB    | 21.825 | Rio do Oeste         | Santa Catarina     |
| 5141 | Álvaro Correia                | PMDB    | 21.737 | Itajaí               | Santa Catarina     |
| 1245 | Neudy Massolini               | PDS     | 21.486 | Serafina Corrêa      | Río Grande del Sur |
| 5123 | Lauro Silva                   | PMDB    | 21.297 | Braço do Norte       | Santa Catarina     |
| 1144 | Otair Becker                  | PDS     | 20.751 | Itaiópolis           | Santa Catarina     |
| 1228 | Moacir Bértoli                | PDS     | 20.061 | Taió                 | Santa Catarina     |
| 1234 | Salomão Ribas Júnior          | PDS     | 19.924 | Caçador              | Santa Catarina     |
| 1251 | Vasco Furlan                  | PDS     | 19.209 | Tupanciretã          | Río Grande del Sur |
| 1218 | Otacílio Ramos                | PDS     | 18.699 | Joinville            | Santa Catarina     |
| 1111 | Júlio César                   | PDS     | 18.643 | Itajaí               | Santa Catarina     |
| 1120 | Elói Ranzi                    | PDS     | 18.134 | Sarandi              | Río Grande del Sur |
| 1206 | Marcondes Marchetti           | PDS     | 17.334 | Dona Emma            | Santa Catarina     |

### Por Partido/Federación
| Nª                        | Partido                                            | Votos     | %      | Escaños | ±           |
| ------------------------- | -------------------------------------------------- | --------- | ------ | ------- | ----------- |
| 1                         | Partido Democrático Social (PDS)                   | 827.078   | 51,22  | 21      | 2           |
| 5                         | Partido del Movimento Democrático Brasileño (PMDB) | 774.500   | 47,97  | 19      | 2           |
| 3                         | Partido de los Trabajadores (PT)                   | 6.614     | 0,41   | 0       | Nuevo       |
| 2                         | Partido Democrático Laborista (PDT)                | 4.216     | 0,26   | 0       | Nuevo       |
| 4                         | Partido Laborista Brasileño (PTB)                  | 2.280     | 0,14   | 0       | Nuevo       |
|                           |                                                    |           |        |         |             |
| Votos válidos             | Votos válidos                                      | 1.614.688 | 88,15  |         |             |
| Votos en blanco           | Votos en blanco                                    | 156.604   | 8,55   |         |             |
| Votos nulos               | Votos nulos                                        | 60.519    | 3,30   |         |             |
| Total                     | Total                                              | 1.831.811 | 100,00 | 40      | Sin cambios |
| Registrados/Participación | Registrados/Participación                          | 2.107.512 | 87,02  |         |             |